# Toon Ceyssens
Toon Ceyssens (13 september 1997) is een Belgisch basketballer.

## Carrière
Ceyssens speelde in de jeugd van Basket Bree en CUVA Houthalen voordat hij bij deze laatste zijn debuut maakte in de eerste ploeg. In 2016/17 speelde hij op dubbele licentie bij Limburg United en maakte zijn debuut in de eerste klasse. In 2018 ging hij spelen voor BBC Lommel waar hij vier jaar speelde. In 2019 maakte hij deel uit van Team Antwerp dat uitkwam in de FIBA 3×3 World Tour. In de zomer van 2022 kreeg hij opnieuw een kans op het hoogste niveau en tekende een profcontract bij Limburg United.
Na het seizoen 2024/25 werd zijn aflopende contract niet verlengd.